# Claudia Pasini
Claudia Pasini (Trieste, 2 marzo 1939 – Trieste, 23 settembre 2015) è stata una schermitrice italiana, specializzata nel fioretto. Ha vinto una medaglia di bronzo nella scherma ai Giochi olimpici.

## Palmares

### Giochi olimpici
Individuale
A squadre
- Bronzo nel fioretto a Roma 1960

### Universiadi
Individuale
A squadre
- Bronzo nel fioretto ad Torino 1959